# クロス探偵物語
『クロス探偵物語〜もつれた7つのラビリンス〜』（クロスたんていものがたり - もつれたななつのらびりんす）は、ワークジャムが開発し、デジタル・トウキョー、プランプランから発売されたセガサターン用ゲームソフト。
後にプレイステーション用ゲームソフト『クロス探偵物語』として再発売され、その際に副題は削除された。

## 概要
本作はセガサターン用の本格推理アドベンチャーゲームとして、ワークジャムが1998年6月25日に発売した。後の1999年10月21日にプレイステーションに移植され、2000年9月28日にはプレイステーション用の廉価版が前後編の単体売りで発売されている。
企画、脚本、監督を神長豊、キャラクターデザインとグラフィック監修を玉置一平が務めた。100人以上のキャラクターが登場する。主題歌はピチカート・ファイヴの「大都会交響楽」。
マッハシークと呼ばれる独自の高速データ読み込み技術を使用しており、データロードの時間が短縮されているのが特徴。これによりゲーム中の読み込み時間は皆無に等しい。
劇中、第4話だけはゲーム要素の無いサウンドノベル仕立てになっている。
1~5話(4話は除く)でのコマンド数やクリア時間などにより、プレイヤーの推理力を診断し、6~7話の難易度が変化する「難易度調整システム」が搭載されている。第6話の場合は画面右上に表示される制限時間の長さが変わる。
作品自体の評価は高かったが、伏線が未消化のまま終了することについて不満を持たれた。続編は発表されながらも発売されていない。

## ゲーム内容

### バージョンによる変更点
セガサターン版とプレイステーション版
セガサターン版とプレイステーション版で以下の相違点がある。後発のプレイステーション版では数々の追加要素が加わっている。作画監督の玉置一平曰く、セガサターン版の方が画像は綺麗だが、「目指した完成形」はプレイステーション版の方であるという。
- 主人公、黒須剣の音声はセガサターン版では収録されておらずテキストのみであったが、プレイステーション版では新たに声優の収録による音声がついた。
- 第1話の登場人物、川崎亜紀の声がプロの声優のものに再収録された。
- 第1話において窓の鍵など、重要な視点の画像など多くのグラフィックが追加された。
- 第6話のステージ・部屋の仕掛けが、大幅に変更・追加された。また、タイマーの下に体力ゲージが表示されるようになった。
- セガサターン版では第1 - 5話の進め方で第6話の制限時間が変わるが、プレイステーション版ではそれが無くなった。
- セガサターン版に収録されていた「せがた三四郎占い」が削除された。また、グラビア本の「せがた三四郎」のページが「サッチー」のページになった。
- プレイステーション版では途中で新たな謎解きが追加された。
- 新規オープニングムービーの追加。
- 第4話「依頼者」を、ドラマCD化して付属。

廉価版
一本の作品から前後編へと分離した。
前編
- 第1話から第4話までを収録。
- 前編のエンディングと後編の紹介映像が追加された。

後編
- 第5話から第7話までを収録。
- 前編のダイジェストムービーと『クロス探偵物語2』の予告映像が追加された。

### その他
- セガサターン版発売以前の告知では製品として販売するのは前半だけで、後半は前半終了時のパスワードをメーカーに送ることでプレイヤーの推理力に応じた内容の2枚目を送付するという予定だったが、ぎりぎりになってCD-ROM2枚組となった。
- 第2話で登場する高橋親子や第3話で登場する保険医・松木泰子、第5話で登場する刑事の井上、など他の作品のパロディキャラクターが登場している。
- セガサターン版発売に関して、「最少コマンドリーグ」というキャンペーンが行われ、一番少ないコマンド入力回数でクリアしたユーザーには、イタリア旅行などが抽選でプレゼントされるというイベントが開催された。

## ストーリー
黒須剣は、母親を早くに亡くし父親と2人暮らしをしていたが、その父も小学生の時に交通事故で帰らぬ人となっていた。
数年後、高校を卒業した剣は亡き父の墓参りに訪れた際、美樹夏子と名乗る一人の女性に出会う。そして、そこで彼女の口から父親の死は、交通事故のように見せかけた殺人であったと示唆される。実は剣自身も父に残された保険金が2億と大金であったことから、密かに父の死に疑問を抱いていた。
剣は父の死の謎を抱えつつも、父の正義を守る意思を継いで探偵になる為に、名探偵と噂高い冴木達彦に弟子入りしようと冴木探偵事務所を訪れる。

## 各話あらすじ
本作には全部で7つの事件が用意されている。また、物語が進展していくにつれ複雑な人間関係が徐々に明かされていく。

### 第1話「名探偵登場」
名探偵と名高い冴木達彦に弟子入りしようと冴木探偵事務所を訪れた剣。しかし運悪く所長の冴木が留守中で面会は出来なかった。応対した西山友子と軽く言い合いをしているところに、夜中部屋に侵入してきた何者かに襲われそうになったという女子大生がやってくる。剣は、弟子入りを認めてもらう口実ができたと考え、友子の忠告も聞かず一人で事件を引き受けてしまう。

### 第2話「疑惑」
とあるマンションの密室で一人暮らしの男性の首吊り死体が発見された。室内には争った形跡が無く、盗まれたものが無かった状況から警察は自殺と断定したが、被害者の母親は「息子は絶対に自殺をするような子じゃない。誰かに殺されたのだ」と強く主張し、藁をも掴む思いで冴木探偵事務所を訪れる。「事件の真相を突き止めて欲しい」という依頼者の必死の願いに何かを感じた剣は、調査を開始する。

### 第3話「ゆがんだ名門校」
名門女子校・エリス女学館に勤める教師が短い期間に立て続けに癌に侵され死亡した。当初は偶然病死のタイミングが重なっただけと思われたのだが、厳しすぎる校則の撤廃とそれが叶わぬ場合の次なる犠牲者を示唆する脅迫状が、校内掲示板に貼り出される事件が起こる。その文面に校則違反の罰が原因で自殺した女生徒の呪いと噂する生徒達の動揺と、名門の名に傷が付くことを怖れた女学長が、冴木探偵事務所へ秘密裏に事件解決することを求めて依頼に訪れた。しかしその女学長と過去に一悶着あったらしい冴木は、逃げるように担当を剣に指名し依頼解決を一任する。現場が男子禁制ということで、剣は、中途採用の事務員としてエリス女学館に潜入し調査を開始。その過程で名門校に巣くう腐敗と閉鎖的な実体を知ることになるが、さまざまな制約を付けられている為に肝心の事件の調査がなかなか進展しない。そしてその間にも第2、第3の事件は発生し、掲示板に再び脅迫状が張り出される。

### 第4話「依頼者」
剣が冴木探偵事務所に入りたての頃のある雨の夕方、冴木が不在中に「恋人が宇宙人がどうか調べて欲しい」と依頼してきた男がいた。いぶかしむ友子を尻目に彼は静かに語り出す。

### 第5話「紺碧の記憶」
友子から姉・美麗がCM撮影のロケをしていると聞きつけ、夏休み替わりの羽伸ばしを兼ねて美麗のロケ地・南伊豆の「ゆきが浜」にやってきた剣たち。宿泊先であるまゆなの祖父で著名な推理作家・高梨呂秋の別荘で豪華な夕食をご馳走になった後、友子と共に軽い気持ちで見晴らしの良い断崖絶壁にあるという美麗の宿泊先のホテルに訪れる剣。しかし、そこで宿泊中のCMスタッフのカメラマンとメイクの2名が無残な刺殺死体で発見される。剣はすぐさま警察に連絡しようとするが、携帯電話は圏外、固定電話は何者かによって電話線が切られていて外部との連絡手段が途絶えてしまう。助けを呼びに行こうにも外は人気の無い暗闇で、剣達が乗ってきた車も何時の間にかパンクさせられていた。まさか犯人が外に?正体がまるで判らない以上無闇に外をうろつくのは危険が伴う。已む無く剣は、宿泊客や従業員たちと協力して建物内を回り慎重に調査を進めるが、それをあざ笑うかのように次々と犠牲者が増えていく。

### 第6話「満月の夜に」
満月の日はツイてない…そのジンクスを固く信じ絶望感に苛まれる男の代わりに、ビルの最上階にある忘れものを取りに行くことにした剣。彼は制限時間以内にセキュリティだらけのハイテクビルの中を最上階までたどり着き、男の願いを叶える事が出来るのか。

### 第7話「タランチュラ」
剣の住むアパートの隣人宛に届いた辛子明太子をタダで貰う事になった剣は、日頃世話になっているお礼にと「辛子明太子が好物」という冴木にプレゼントする。その後、剣は所用を済ませる為に外出するが、戻った後の事務所には誰も居ない。そこに事務所の電話が鳴る。それは冴木が緊急入院したという連絡だった。急ぎ病院に向かった剣は、担当の医師から辛子明太子に砒素が混入されていたことを聞かされる。まさか自分が狙われた?「プレゼントは受け取ったか?」とだけ書かれた入った置手紙が事務所のドアに挟まれていたことを剣の口から聞いた冴木の顔色が変わる。冴木はある犯罪組織の存在を剣達に話し「これ以上組織に関わってはいけない」と強く忠告する。一旦は承諾し帰宅した剣の元に、またも組織からの置手紙が届けられる。そこには「鹿鳴館に招待するので興味と勇気があるなら来い。来なければ冴木達彦同様に“負け犬”として一生を生きることになる」と書かれていた。剣は事件解決と父の死に繋がる真相を求めて、謎の組織の秘密に迫るべく指定された場所である山奥にヒッソリと建つ鹿鳴館に向かう。途中、マークと名乗る謎の外国人青年と合流した剣が鹿鳴館に到着すると、そこには世話役のメイドである沢田以下、彼らの他に数人の招待客が居た。そしてその中には、かつて父・信介の墓前で出会った美樹夏子の姿もあった。

## 登場人物
黒須 剣（くろす けん）
声 - 草尾毅
本編の主人公。冴木探偵事務所所員。18歳。178cm、66kg、血液型O型、視力1.2。IQは160。一度視たり聴いたりした物は意識すれば絶対に忘れない。更に、いつでも思い通りに回想が可能という特殊能力を持つ。
母は剣を産むと同時に亡くなり、刑事である父・信介とアパートで2人暮らしをしていたが、7年前にその父も交通事故で亡くし、天涯孤独の身になる。その時に支払われた保険金が2億円もの大金だったことから、親戚筋が我先にと剣を引き取ろうとしたが、その浅ましい態度に怒りを覚えた剣は、それらの申し出を全て拒否。仕事の都合で不在がちだった信介の代わりに、普段の面倒を見てくれていたアパート大家の好意もあり、それ以来同じアパートで1人暮らしをしている。
幼い頃から正義感溢れる父の姿を見ていた剣は、父のように刑事になることを志していたが、高校卒業後、集団行動が苦手な自分に合った道として刑事ではなく探偵になることを決意。その報告をしに墓参りに出かけたところで美樹夏子に出会い、父の死因に他殺の疑いがあることを聞かされる。自分をより高める為、そして父の死の真相を知る為に、名探偵の誉れ高い冴木達彦に弟子入りすべく冴木探偵事務所を訪れるところからこの物語は始まる。
性格は明るくいたって陽気な現代の若者だが、人とは違う鋭敏な感覚と頭の回転の早さ、洞察力、そしてそれらを瞬時に組み合わせる抜群の推理力を持ち、探偵としての資質は素晴らしく高い。本人は面倒臭がりというが、行動力や忍耐力もある。人を思いやる気持ちも強く、困っている人を見ると放っておけない。普段は静かに燃えるタイプだが、自分の身近にいる人間に危害が及ぶと我を忘れた行動に移してしまうこともある。早起きが苦手らしく、事務所に毎度遅刻しては友子から文句を言われている。
面食いで美人には目が無い。その反面少々スケベ心丸出しなところがあり、それが原因で時折友子からキツイお仕置きを受けることがある。そんな女好きであるにもかかわらず、女心に関しては超のつく鈍感。体格のわりに腕っ節はそれほど強い方ではないが、その分口が達者で、相手を言いくるめてしまうのが得意。劇中、運転シーンがある事から自動車の運転免許を保持していて、移動には時折原付バイクを使っている模様。辛いものが苦手。
西山 友子（にしやま ともこ）
声 - 横山智佐
冴木探偵事務所の受付兼経理事務担当。19歳。165cm、49.5kg（自称）、血液型O型。
癖毛のように軽くウエーブのかかったショートヘアにスレンダー体型、一見するとスポーティーな容姿で可愛い感じだが、鼻っ柱が強い男勝りな女性。口うるさく少々ヒステリー気味でオバチャンっぽいところもあるが、実は根は優しい心の持ち主。いわゆるミーハーでゴシップ記事が大好き。ヒマな時は事務所で女性週刊誌をよく見ている。その影響か事務所で剣を相手に自説の推理を展開するが、女性としてのカンでなかなかに鋭い読みをして剣に事件解決のヒントを与える一方、どこか単純で抜けているところがあり最後の詰めが甘い。また用心深いわりには剣の小芝居に簡単に騙されるところも。何かと一言多い性格から当初は剣といがみ合う場面も多かったが、徐々にお互いを認め合うようになり、心の中ではムチャな単独行動をしがちな剣のことを心配している。
案外馬の合った良き仕事仲間という関係。男女の恋愛感情は今のところお互い希薄なようである。またがさつな様で気の利く一面もあり、エリス事件で切羽詰った剣の為に裏で動き、好サポートを見せた。所長・冴木の高い調査費に起因した税務署からの問い合わせの多さには辟易している。
北海道出身で実家は「西山流」という合気道の道場を経営。自らも2段を持つ。そのせいか口よりも先に手が出るタイプで、剣が事務所入所以降受けた被害は数知れず。もっとも大抵は剣のスケベ心やあからさまなセクハラ行為が原因なので自業自得なのだが、時には先走りでKOしてしまったことも。素手でも充分強いにもかかわらず毎回物を使って剣を殴りつけるのは、つまらないことで怪我をしたくないという女性の思惑故か。冴木探偵事務所から徒歩10分ほどにある、姉・美麗のマンションに居候中。何かと注目が集まる美麗に対してのコンプレックス等はなく、逆に他人には自慢しているぐらいとても仲が良い。作家・高梨呂秋の大ファンで、著作はほとんど読破。特技は三日月蹴り。
冴木 達彦（さえき たつひこ）
声 - 稲葉実
冴木探偵事務所所長。46歳。160cm、68kg、血液型B型。
垂れ目で優しげな顔をした、普段はそこ等に居る気の良いオジサンにしか見えないが、実は警察関係にもその名を知られた切れ者の名探偵である。剣は冴木の顔を知らず、勝手に神宮寺三郎のような風貌を想像していた為、初めて逢った時は冴木本人とは気付かなかった。
自ら事務所に売り込んできた剣の探偵としての優れた素質を見抜き、助手として採用する。劇中、剣の受け持った事件に直接絡んでくることは無く、比較的剣の自由にやらせているように、懐深い寛容な心の持ち主。経理担当の友子には用途不明の経費の多さを事あるごとに突付かれて頭が上がらない。困ったことがある（主に友子の長い愚痴）と逃げるように執務室に引きこもる癖がある。
過去に巨大犯罪組織“毒蜘蛛”の関与した事件に手を出し、悲劇的な経験をしたことがある。それ故か剣の父・信介の死因については何かを知っているようだが、直接面識があったかどうかは不明。
エリス女学館の大野学長を、以前請け負った仕事で起こったある事が原因で苦手にしている。大好物は辛子明太子。酒の席での特技は裸踊り。手隙な時は、町内会の草野球チームに参加しているらしい。
西山 美麗（にしやま みれい）
声 - 斎賀みつき
友子の自慢の姉。21歳。173cm、48kg、血液型A型。
いくつものファッション雑誌・CMと幅広く活躍する売れっ子モデルで、黒のロングヘアと長身、グラマラスな体型が特徴の、誰もが思わず目を見張る超美人。その容姿とは裏腹にとても親しみやすくお茶目な性格。妹の友子とは剣曰く「骨格（もしくはDNAの構造）からして違う」というぐらい外見はあまり似ていないが（伊豆に行った際、その場にいたCMスタッフも同行したまゆなたちが妹だと勘違いした）、姉妹仲はとても良好。
外見はおしとやかに見えるが、友子と同じく合気道の流派「西山流」の有段者で、実家の道場では師範を勤める程の腕前（大の男3人を相手に簡単にノシて見せた友子の実力と「道場で試合をして勝てなかったのはお姉ちゃんだけ」という友子の台詞から相当の強さを持っていると思われる）。冴木探偵事務所を訪れた際に偶然居合わせたマークに迫られそうになって躊躇せず前蹴りからの踵落としの洗礼を浴びせたり、CMの撮影監督に迫られて掌低を食らわせたり、すぐさま手が出ることや、友子とともに剣を力ずくで脅して自分の化粧道具を使い無理矢理女装させて大笑いする悪乗り具合からも、やはり疑い様の無い似たもの姉妹である。仕事の収入はそれなりに良いようで、高級マンションに住み、着ている物も高級フランド品がほとんど。妹と同じく作家・高梨呂秋の大ファン。
高梨 まゆな（たかなし まゆな）
声 - 香川佳子
名門御三家のお嬢様校と呼ばれるエリス女学館高等部に通う女子高生（2年生）。17歳。163cm、45kg、血液型A型。
剣がエリス女学館事件を調査に来た際、女生徒に声をかけていたところをナンパだと思い込んで逆に声をかけてきた、綺麗なストレートの黒髪と切れ長の目を持つ美少女。実は両親が世界的な音楽家で、日本のみならず世界でも著名な推理作家・高梨呂秋の孫娘という、生まれも育ちもいわゆる「イイトコのお嬢さん」。その事もあって世間的に騒がれることも多いらしく、苗字の「高梨」で呼ばれることを嫌っている。普段からセレブな生活をしていることで俗人とは違った金銭感覚を持っているために、他人からすれば知らぬ間に自慢をしているように聞こえるが、単に俗世間に疎いだけで本人に悪気は一切無い。
高校の時から名門進学女子高のエリス女学館に通学。本人は普通の共学校に通いたかったようだが、家がエリス女学館の理事長と親しい関係で、無理矢理通わされていることに不満を持っている。エリス女学館では珍しい途中編入組だが、成績は優秀でスポーツ万能。ともすれば嫌味にもなりかねない素性の持ち主だが、年頃に見合った情報には当たり前に興味を持つごく普通の女の子（エリス事件後にそれまで校則で禁止されていたルーズソックスに履き替えたりしている）。性格は素直であり、自分の考えをしっかりと持っている。親の関係で開放的な海外生活を経験していることから時代錯誤なエリスの校則をあからさまに批判。それ故校則破りの常習犯となっているが、親が多額の寄付金を出しているため、教師に咎められたり厳しい罰則を受ける事は無い。また親のことで教師に贔屓されることを嫌い、他の生徒と同じように努力をして学内でも好成績を修めているように正義感が強い。
特技はテニス。普段は広大な屋敷に祖父の高梨呂秋と一緒に暮らしている。エリス編入以来自分を慕う広川千絵里とは良き親友。スタイルがよく、均整の取れたプロポーションの持ち主。実は剣の事が好き。
広川 千絵里（ひろかわ ちえり）
声 - 川澄綾子
名門御三家のお嬢様校と呼ばれるエリス女学館高等部に通う女子高生（2年生）。17歳。158cm、46kg、血液型O型。
ショートヘアに少しポッチャリとした童顔の持ち主、恥ずかしがり屋で引っ込み思案なおとなしい性格の女の子。しかしその愛らしい顔に見合わない張りのある爆乳の持ち主（Eカップ）。剣たちと伊豆に出かけたとき、美麗の関係者から芸能界入りを誘われたことも（エリス女学館はアルバイト禁止なので断った）。
ある日公園で不良グループに絡まれていたところを剣と友子に助けられる（第2話）。その後再び同じ不良達に絡まれていたところを再び剣と友子に助けられ（この時、剣は実質何もしていないのだが）、どちらの時も名乗らずに去っていった剣のことを密かに白馬の王子様と想うようになる。事件調査に来たエリス女学館で図らずも剣と再会。あまりの驚きに真っ赤になって貧血を起こし倒れてしまう。
高梨まゆなとは大の親友同士であると同時に憧れも抱いている。まゆなには白馬の王子様（剣）のことをそれとなく相談していたようで、恋愛に関しては奥手であったが、剣と話せるようになってからは、まゆなだけが名前で呼ばれていることを気にして自分のことも名前で呼ぶように要求したり、女の子らしいいじらしさと嫉妬心を見せる。と同時に、罰則の厳しいエリスの校則を破ってまで人目をはばからず剣と一緒に帰宅したり、友子との仲を「恋人ですか?」とハッキリ聞いてきたり、それまでと違った大胆さと積極さを見せることも。しかし鈍感な剣はそんな千絵里の熱い想いには全く気付いていない。
幼稚舎の頃から厳しいエリス女学館の一貫教育を受けた関係で、一般常識から少し外れた固定観念が植え付けられているが、それ以外は至って普通の素直で真面目な少女。もっともエリス女学館しか知らずに育ったゆえに厳しい校則を当たり前と思っているだけで、中途編入したまゆなのようにエリス女学館に対して息苦しさなどは感じてはいない。家柄はごく普通の中流家庭。まゆなに付き合ってテニスなどをやることもあるが、運動や泳ぎはあまり得意な方ではない。エリス事件が解決した後は、高梨まゆなとともに冴木探偵事務所に時折顔を見せるようになる。マークに見舞った金的蹴りが得意技（?）。
高梨 呂秋（たかなし ろしゅう）
声 - 稲葉実
日本の高名なベストセラー推理作家で、高梨まゆなの祖父。学生時代にイギリス文学を専攻していて、勉強の為イギリスに渡りそこでミステリーを書き出したことが始まり。イギリス滞在中にプロファイリングの専門家として地元警察に協力し、いくつかの事件を解決するアドバイスを送ったりした。その功績が称えられて、現在イギリスの名誉市民となっている。イギリスで何らかの文学賞を受賞しているらしい。受賞以降に日本でも高名になり、日本の警察からも作家兼プロファイラーとして認知されるようになる。日本のみならず世界中にいくつか別荘を持っている（劇中で語られるのは南伊豆とイギリス）。孫のまゆなから探偵である剣の存在を聞かされており、興味を持っていたことから伊豆の別荘に招待する。
南伊豆で起こった連続殺人事件の際に図らずも剣と推理合戦を行い、その飛び抜けた素質と実力を目の当たりにしたことで、後日あることを決断する。太田という専属秘書がいる。
マーク・スペンサー / マーク・レイマン
声 - 井上和彦
剣がとある山奥に建つ鹿鳴館に向かう途中、尾行するように付いて来た謎の外国人青年。18歳。
美男子で日本語が達者。初めて剣に会った時はマーク・レイマンを名乗り「一応アメリカ人の医者で、日本中を一人旅している」と言っていたが、実はある目的を持って来日し、剣に接触を図ってきた。IQ200を誇り、博士号を取得している他、飛び級制度で17歳で大学を卒業すると同時に医師免許を取得。一度見たものは忘れないという記憶術とともに剣に勝るとも劣らない鋭い洞察力と推理力を持つ。父親は探偵をやっているらしい。
高梨呂秋に関することでは、妙にムキになる。その素性には謎が多い。
女性に対してはフェミニストであると同時に自身は大変なナルシスト。女性にはモテる筈だが、誰にでも自分から言い寄っていく積極的な行動から勘違いされやすく、日本国外ではともかく日本では報われることは少ない。女性を口説く時のキメ台詞は「このマーク・スペンサー、あなたの為なら死ねる!」。
美樹 夏子（みき なつこ）
超一流の新聞記者でフリージャーナリスト。29歳。163cm、45kg、血液型B型。
眼鏡がトレードマークで薄茶のロングヘアが特徴の才知溢れる大人の女性。大学卒業後にとある新聞社に就職したが男社会の中でなかなか認めてもらえず苦労していたところに剣の父・信介と出会う。敏腕刑事だった信介の励ましとサポートもあって、それ以降次々とスクープをものにして一流記者に上り詰めた。それと同時に恩人である信介を愛するようになる。しかし功を焦るあまり、業界ではタブーとされる闇の犯罪組織“毒蜘蛛”に手を出し拉致され、そこを信介に助け出されるも、それから暫くして信介は命を落とすことになる。この一件以来組織から目を付けられるようになり、自身も身の危険を感じ追及を逃れる為に一時期イギリスへ渡り姿をくらましていた。
物語の始まる年の春に日本に帰国。時折信介の墓参りには来ていたようで、そこで偶然にも亡き想い人の息子・剣に出会い、父の死の真相に疑問を投げかける。信介が亡くなる直前、“毒蜘蛛”に関することである約束事を取り交わしているようだが、詳細は語られていない。
大川 慶一（おおかわ けいいち）
声 - 谷山紀章
警視庁捜査1課所属の刑事。31歳。182cm、90kg、血液型O型。
剣の父・信介の元部下で剣とも幼い頃から面識がある。探偵となった剣と再会し、それ以降陰ながらサポートをする。信介の死に関わる事件についてある程度知っていた様子だったが、剣の身の安全を思い、剣に聞かれるまで自ら口にすることはなかった。
柔道3段を持つ猛者。独身らしく、アパートに1人暮らし。元マル暴出身の林田謙三が上司。
林田 謙三（はやしだ けんぞう）
警視庁きってのエリート刑事で階級は警視。46歳。180cm、65kg、血液型AB型。
元マル暴出身で現在は捜査一課所属。大川慶一の上司。非常に気が荒く暴力的で、自分の意に介さないことは力ずくで排除する強引な捜査をすることで怖れられている。しかしながらマル暴所属時代は警視庁始まって以来の検挙率を誇り、麻薬の売人も200人以上は捕まえ、林田により潰された暴力団は50は下らないとされる。しかしそのあまりに高い検挙率に「自ら犯罪を作り出して検挙しているのではないか」「賄賂を送るのを断った暴力団を潰している」等、内外から黒い関係を囁かれている。
剣の父・信介とは同期ぐらい。エリス事件の調査中に起きた「酒井はるみ自殺事件」の捜査責任者として剣の前に現れる。剣が信介の息子と知ると、内部でも慕われていた信介への嫉妬心を露わにして「一番憎らしい奴」と言い、あまつさえ「（死んで）いい気味だ」と嘯いた。その言葉を聞いた剣がへそを曲げて証拠品に関し黙秘を続けると、相手が一般人にもかかわらず容赦なく殴り付けた上に公務執行妨害で逮捕する。
黒須 信介（くろす しんすけ）
剣の父親で警視庁一と言われた凄腕の敏腕刑事。母が早くに亡くなった剣にとってただ一人の肉親だったが、剣が11歳の時に不慮の交通事故で亡くなった。しかし亡くなる僅か3ヶ月前に2億円もの高額な保険金に入っていたことや注意深かった普段の行動からその死の要因には多くの謎が含まれており、大掛かりな犯罪組織が絡んだある事件に関係し殺された可能性が噂されている。享年35。
星野 リサ（ほしの リサ）
エリス女学館高等部に通う女子高生（2年生）。高梨まゆな、広川千絵里の同級生で仲の良い友人。まゆなほどではないが、それなりに裕福な家庭の出身で、中学時代まで外国暮らしをしていた帰国子女。外国に住んでいる間も家では日本語を喋っていたので日常生活で使う日本語は堪能だが、敬語は苦手らしい。右手が左手よりも少し長いのが特徴（もっとも剣のような観察眼の鋭い人間でなければ見抜けないようなごく僅かなもの）。テニスが得意だが、お嬢様が嗜む程度のテニス部には所属しておらず、もっぱらテニスの上手いまゆなに付き合ってもらっている。
クロスケ
冴木探偵事務所に迷い込んできたカラス。飼っている訳ではなく、友子が時々餌付けしているうちに、ちょくちょく餌を貰いに来るようになったらしい。友子が「クロスケ」と呼んでいたのを自分のことだと勘違いした剣は、その名前と相まって友子に大笑いされてしまう。
その他声の出演
浅野まゆみ、池上麻里子、枝村みどり、岡野佐多子、斉藤康弘、櫻庭裕士、鈴木梨乃、千葉進歩、中根わたる、長谷川歩、八戸優、日笠山亜美、堀川仁、松尾貴史、向殿あさみ、山崎智一、山崎和佳奈、山野井仁

## 移植版
| No. | タイトル                                     | 発売日         | 対応機種    | 開発元       | 発売元       | メディア    | 型式          | 売上本数 | 備考                             |
| --- | -------------------------------------------- | -------------- | ----------- | ------------ | ------------ | ----------- | ------------- | -------- | -------------------------------- |
| 1   | クロス探偵物語                               | 1999年10月21日 | PlayStation | ワークジャム | ワークジャム | CD-ROM2枚組 | SLPM-86280〜1 | -        |                                  |
| 2   | Major Wave 1500シリーズ クロス探偵物語1 前編 | 2000年9月28日  | PlayStation | ワークジャム | ワークジャム | CD-ROM      | SLPM-86638    | -        | 廉価版、前編・後編に分けての発売 |
| 3   | Major Wave 1500シリーズ クロス探偵物語1 後編 | 2000年9月28日  | PlayStation | ワークジャム | ワークジャム | CD-ROM      | SLPM-86639    | -        | 廉価版、前編・後編に分けての発売 |

## 音楽

### 主題歌
オープニングテーマ「大都会交響楽」
- 作詞・作曲：小西康陽／歌：ピチカート・ファイヴ

## スタッフ
セガサターン版
- 企画・脚本：神長豊
- キャラクターデザイン：玉置一平
- 音楽：東祥高
- プログラム：加藤宙、加藤豪、近藤隆、豊吉一臣
- グラフィック：江口美由紀、甲斐美智子、舘岡絹子、村枝正将、吉田佳代、阿部猛
- 3Dグラフィック：小松功二、松原英男
- 音響効果：中沢靖子、真尾順子
- アシスタント：加藤孝、鎌原恒、鈴木麻代、濱地泰人
- 広報：県多乃梨子、太田穣、永富奈津恵
- 制作協力：Pizzicato Five International、アラカグラフィス、ニュートンサテライト・ジャパン、パピヨン、ジラフ、TRIAD/COLUMBIA RECORDS
- アドバイザー：會津武彦、波多野浩、星野道子
- スーパーバイザー：横山征次
- ディレクター：船津超
- プロデューサー：山口孝
- 総合監修：神長豊

PlayStation版
- 企画・脚本：神長豊
- キャラクターデザイン：玉置一平
- プログラム：近藤隆、豊吉一臣、前田亨
- グラフィック：村枝正将、吉田佳代、吉村光洋、柏木礼二
- ムービー：泉和良、金田将征、橋浦徹
- 音楽：東祥高
- 音響効果：船津超、中沢靖子
- ピアノ演奏：岩撫晶子
- 広報：船津超、尾仲真央、永富奈津恵、塩井浩平
- アシスタント：真尾順子、八山佳史、鎌原恒
- 製作協力：Pizzicato Five International、Readymade Entertainment,Tokyo、Room・m、アラカグラフィス、ニュートンサテライト・ジャパン、パピヨン、TRIAD/COLUMBIA RECORDS、大沢事務所
- ディレクター：加藤孝
- プロデューサー：山口孝
- 総合監修：神長豊

## 評価
セガサターン版
- ゲーム誌『ファミ通』のクロスレビューでは、7・9・7・7の合計30点（満40点）でシルバー殿堂入りを獲得[7][5]、レビュアーからの肯定的な意見としては、「大人向けのストーリー、グラフィックのテイストもいい感じ」、「魅せる演出に優れた作品。技術的にスゴイことをやってるワケじゃないんだけど、演出がじつに効果的に使われてる」、「全7話も入っていてボリューム感たっぷり、さらに読み込み待ち時間を気にさせないところはすごい」、「ストーリーのおもしろさ、適度な難易度、魅力的なキャラクターと非常にバランスが取れた良質のソフト」などと評されているが、否定的な意見としては、「強引なトリックもあった。ハマる人はハマって、動けなくなる可能性も」、「文字入力に失敗してもヒントがでないのはつらいところ」などと評されている[7]。

PlayStation版
- ゲーム誌『ファミ通』のクロスレビューでは8・8・8・8の合計32点（満40点）でゴールド殿堂入りを獲得[8][6]、レビュアーからの肯定的な意見としては、「ストーリー展開、テンポのよさはアドベンチャーのなかでも高レベル」、「サターンからのただの移植に終わらず、修正や追加要素が見られるのもうれしい」、「いい感じの難易度の高さ、そして随所に散りばめられたギャグがたまらない」、「2時間ドラマのような小品もあれば、クリアーするのに10時間以上かかる話もあってやりごたえ十分」などと評されており、否定的な意見は見られなかった[9]。

## 続編
上記の通り伏線が未消化のまま終了したことで、ユーザーからは続編が期待されていた。だが本作の売上は苦戦し、続編の話は何度もなされるが実現はしなかった。
2000年に発売された本作のプレイステーション版の廉価版に収録された予告ムービーによれば、第八話「デザイヤー」、第九話「千絵里改造計画」、第十話「監獄島」、第十一話「大鳥島ミステリーツアー」、とストーリーが展開されていく予定だった。
2002年7月に『探偵 神宮寺三郎 Innocent Black』の発表会が行われた際、「今後は『神宮寺三郎』と『クロス』を2本柱としてゲーム制作に注力する」とされた。『神宮寺三郎』はコンスタントに発表されたが『クロス』は放置状態となり、2008年2月にはワークジャム公式サイトから『クロス』のコンテンツが削除された。
続編に関して本作のキャラクターデザインを担当した玉置一平は、続編が製作されない理由には自身は全く関わりがない事や、スタッフサイドとの交渉なども行われていないと発言しているため、続編の製作はシナリオ段階で頓挫していると思われる。